# Charles Deloncle
Charles Deloncle est un homme politique français né le 27 janvier 1866 à Montauban (Tarn-et-Garonne) et décédé le 28 janvier 1938 à Saint-Mandé (Val-de-Marne).

## Biographie
Fils d'un professeur d'université démissionnaire au moment du coup d’État du 2 décembre 1851, et ami de Gambetta, il est le frère de François Deloncle, député, et d'Henri Deloncle, journaliste. Il est l'oncle d'Eugène Deloncle, fondateur de la Cagoule et grand-oncle de l'écrivain et académicien Jacques Laurent.
Élève de l'institut national d'agronomie, il est ingénieur agronome et entre en 1887 au cabinet du ministre de l'Agriculture, puis devient directeur de l'école d'agronomie d'Avignon, inspecteur de l'agriculture et chef de cabinet du ministre de l'agriculture de 1899 à 1902. En 1901, il est membre du conseil supérieur de l'Agriculture. De 1891 à 1904, il est rédacteur en chef de la revue "l'agriculture nouvelle". Il est également rédacteur au Petit Parisien et au Siècle, et directeur politique du Soir à partir de 1905. Il était aussi secrétaire général de l'association de la Presse agricole et président de la société nationale d'agriculture.
Il est député de la Seine de 1904 à 1914, inscrit au groupe radical-socialiste, puis au groupe de l'Union démocratique et radicale. Il est sénateur de la Seine de 1914 à 1936. Au cours de son dernier mandat, il est vice-président de la commission des colonies et de celle du commerce. Il est inhumé au cimetière Massigoux d'Aurillac.

## Distinctions
- Chevalier de la Légion d'honneur (12 janvier 1900)[2]
- Officier de l'Instruction publique
- Officier de l'ordre du Mérite agricole
- Chevalier de l'Ordre royal du Cambodge

## Source
- « Charles Deloncle », dans le Dictionnaire des parlementaires français (1889-1940), sous la direction de Jean Jolly, PUF, 1960 [détail de l’édition]